# ماركو زيرو
ماركو زيرو هو نصب تذكاري جغرافي في وسط مدينة ساو باولو. تم تركيبه على شكل شاهد من الرخام في عام 1934، أمام كاتدرائية ساو باولو في ساحة Praça da Sé كواجهة مهبرة عن مركز المدينة. إذ يعتبر النحت مكان جذب سياحي ونقطة مرجعية مركزية لأرقام الشوارع في المدينة. تم تسجيل ماركو زيرو للحفظ التاريخي منذ عام 2007.